# Arquebisbat de Montpeller
L'arquebisbat de Montpeller és una jurisdicció eclesiàstica del Llenguadoc-Rosselló (França) amb centre a Montpeller. Antigament bisbat de Montpeller des del 1536 fins a la seva elevació a arxidiòcesi l'any 2002. Anteriorment fou el bisbat de Magalona i després del 2002 fou elevada a arquebisbat. Des de 1790 va administrar el bisbat de Lodeva que li fou agregat definitivament el 1877.

## Episcopologi
Bisbes :
- Guillem Pellicer II 1536-1568, primer bisbe de Montpeller (1536), abans bisbe de Magalona (1527 o 1529-1536). El 1536 la seu del bisbat va passar de Magalona a Montpeller.
- Antoine de Subjet de Cardot 1573-1596
- Guitard de Ratte 1596-1602
- Jean Garnier 1603-1607
- Pierre Fenolliet (o Fenouillet) 1607-1652
- Renaud d'Est 1653-1655, cardenal
- François Bosquet 1655-1676
- Charles de Pradel 1676-1696
- Charles-Joachim Colbert de Croissy 1696-1738
- Georges-Lazare Berger de Charency (1738-1748)
- François Renaud de Villeneuve 1748-1766
- Raymond de Durfort Léobard 1766-1774
- Joseph-François de Malide 1774-1790, darrer bisbe de l'Antic règim, la diòcesi fou suprimida el 1790.
- Dominique Pouderous 1791-1799, bisbe constitucional de l'Erau (instal·lat a Besiers)
- Alexandre Victor Rouanet 1799-1801, bisbe constitucional de l'Erau (instal·lat a Besiers)
- Jean-Louis-Simon Rollet 1802-1806, primer bisbe concordatari
- Nicolas Marie Fournier de La Contamine 1806-1834
- Charles-Thomas Thibault 1835-1861
- François-Marie-Joseph Lecourtier 1861-1873, retirat el 1873
- François Marie Anatole de Rovérié de Cabrières 1873-1921
- René-Pierre Mignen 1922-1931, després bisbe de Rennes (1931)
- Gabriel Brunhes 1932-1949
- Jean Duperray 1949-1957
- Cyprien-L.-P.-Clément Tourel 1958-1976, renuncià el 1976
- Louis-Antoine-Marie Boffet 1976-1996, retirat el 1996
- Jean-Pierre Ricard 1996-2001, transferit a Bordeus (2001)

Arquebisbes
- Guy Thomazeau 2002-2011
- Pierre-Marie Carré 2011-Act.